# Animals (film, 2021)
Pour les articles homonymes, voir Animals.
Pour plus de détails, voir Fiche technique et Distribution.
Animals est un film belge réalisé par Nabil Ben Yadir, sorti en 2021.   
Il raconte l'assassinat homophobe de Ihsane Jarfi qui a eu lieu à Liège en 2012.

## Synopsis
Brahim monte dans la voiture de quatre inconnus qui cherchent une boîte de nuit dans Liège. Comprenant qu'il est homosexuel, ils l'entraînent dans un endroit désert où ils le passent à tabac toute la nuit.

## Fiche technique
- Titre : Animals
- Réalisateur : Nabil Ben Yadir
- Scénario : Nabil Ben Yadir, Antoine Cuypers
- Image : Frank van den Eeden
- Sociétés de production : 1080 Films, Les Films du Fleuve
- Société de distribution : Cineart
- Pays d'origine :  Belgique
- Lieu de tournage :  Belgique
- Langue originale : français
- Genre : drame
- Durée : 92 minutes
- Budget :
- Dates de sortie :   
  -  Belgique : 13 octobre 2021 (Film Fest Gent)
  -  Belgique : 9 mars 2022
  -  France : 15 février 2023
- Classification : 
  -  France : Interdit aux moins de 16 ans avec avertissement lors de sa sortie en salles

## Distribution
- Soufiane Chilah : Brahim
- Gianni Guettaf : Loïc
- Serkan Sancak : Milos

## Accueil

### Accueil critique
Pour Gaëlle Moury dans le journal Le Soir, Nabil Ben Yadir fait « un film radical, dur, mais nécessaire (…) ; un film jamais esthétisant mais qui utilise pleinement les outils offerts par le cinéma (…) une œuvre qui filme la violence sans jamais la rendre voyeuriste ».
Pour La Libre Belgique, Nabil Ben Yadir « signe un film implacable sur l'affaire Ihsane Jarfi, jeune homme massacré à Liège en 2012 parce qu'homosexuel. Un film dur, mais nécessaire, qui interroge, de façon glaçante la question de l'engrenage de la violence et de la haine ».
Pour Le Monde, le critique de cinéma Jacques Mandelbaum : « Tout n’exige pas d’être montré au cinéma. La reconstitution d’une monstruosité commise, hors film de genre et dans l’abjection de sa durée, s’expose toujours au risque de la jouissance de son spectacle. »
La critique du film dans la revue Trou Noir, va dans le sens de celle du Monde : « C’est ce que rate cruellement le film en abandonnant l’exigence critique de la mise en scène et du montage, au profit d’un défilement d’images sidérantes suspendant souffle et réflexion. »
En France, le site Allociné propose une moyenne de 2⁄5, fondée sur 6 critiques de presse.

## Distinctions
- Magritte 2023 : Meilleur son